# Proteus anguinus
Il proteo (Proteus anguinus Laurenti, 1768) è un anfibio urodelo appartenente alla famiglia dei Proteidi, unica specie appartenente al genere Proteus. È l'unico vertebrato troglobio (ossia che vive e si riproduce esclusivamente in grotta) presente nel continente europeo e, al contrario della maggior parte degli anfibi, è una specie completamente acquatica. È endemico delle acque sotterranee che scorrono nell'altopiano carsico e nelle Alpi Dinariche, in particolare nella Slovenia meridionale, nella Venezia Giulia italiana (vicino alla città di Trieste), nella Croazia occidentale e nella Bosnia-Erzegovina.
È una specie molto conosciuta per i suoi adattamenti alla vita in ambiente sotterraneo, in particolare all'assenza di luce. Il proteo è un animale cieco, e ha sviluppato altri organi di senso, in particolare quelli per l'olfatto e l'udito. Inoltre è totalmente depigmentato. È un animale neotenico, ossia mantiene le caratteristiche della larva anche allo stadio adulto, così come avviene in alcuni anfibi americani, tra cui l'axolotl (Ambystoma mexicanum) e le specie del genere Necturus.

## Descrizione

### Aspetto esterno

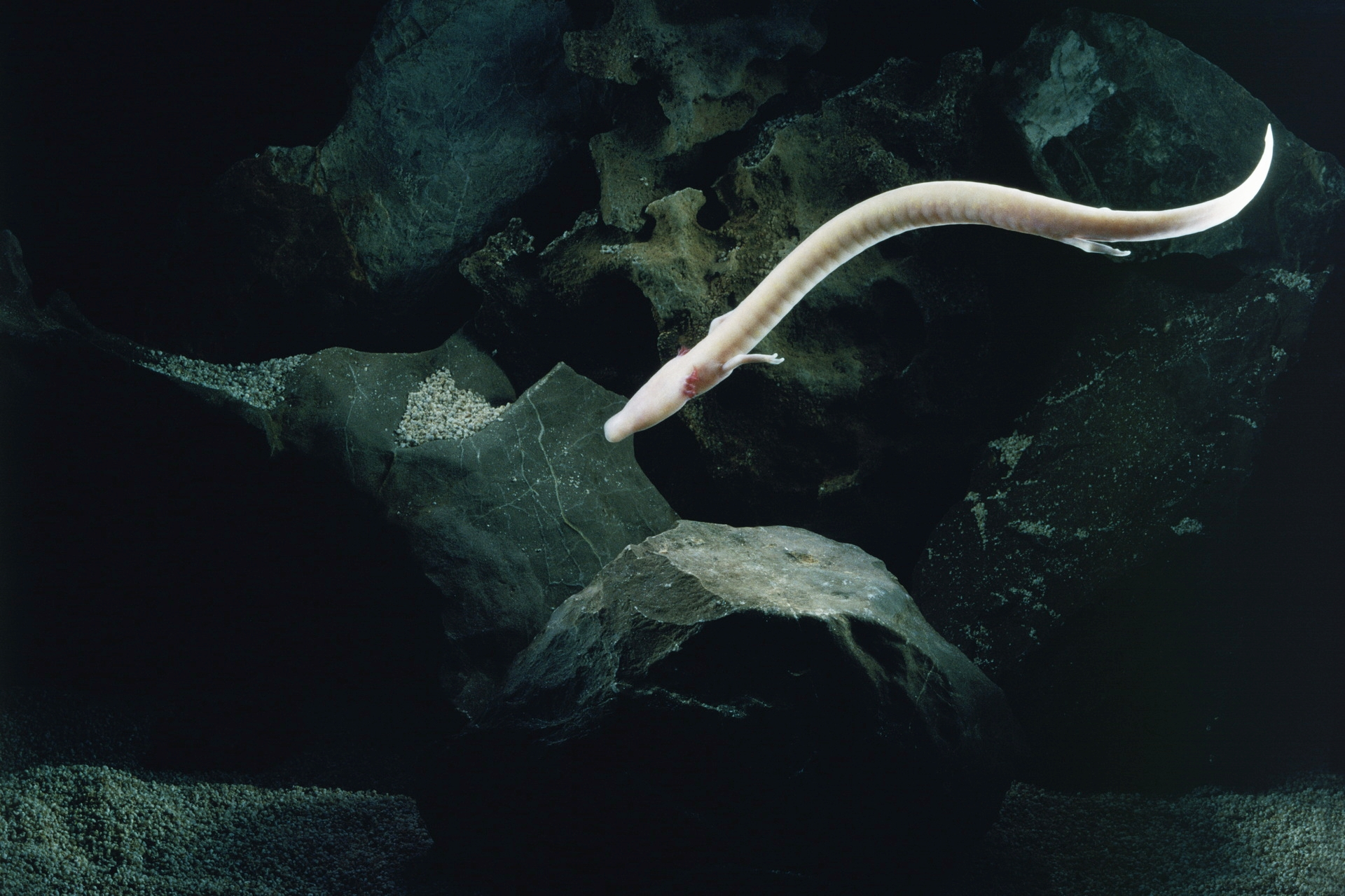
Esemplare di proteo.

Il proteo è un animale neotenico, cioè mantiene le caratteristiche tipiche dello stato larvale per tutta la durata della vita, non compiendo metamorfosi come la maggior parte degli anfibi. Presenta un corpo anguilliforme di colore rosato, lungo generalmente tra i 20 e i 30 cm, ma che in alcuni esemplari può arrivare fino a 40 cm. Il tronco è cilindrico, uniformemente spesso e segmentato da 25-27 solchi dorsali di uguale dimensione. La coda è relativamente piccola, compressa lateralmente e circondata da una doppia carenatura. Gli arti sono piccoli e sottili e le zampe possiedono un numero ridotto di dita rispetto agli altri anfibi: le zampe anteriori hanno tre dita invece che quattro, quelle posteriori due invece che cinque. Il corpo è coperto da un sottile strato di pelle contenente una quantità molto piccola del pigmento riboflavina, che conferisce all'animale un colore bianco-giallastro o rosato. È possibile osservare gli organi interni dalla parte addominale del corpo. Tuttavia, il proteo ha mantenuto la capacità di produrre melanina: quando è esposto alla luce il corpo gradualmente si scurisce, e in alcuni casi le larve sono colorate. La testa termina con un muso corto e appiattito dorsoventralmente. L'apertura della bocca è piccola e i suoi minuscoli denti formano un setaccio che consente di trattenere particelle più grandi all'interno di essa. Le narici, così piccole da essere praticamente impercettibili, sono posizionate lateralmente molto vicino alla parte finale del muso. Il proteo respira attraverso delle branchie esterne che formano due ciuffi nella parte posteriore della testa; esse appaiono di colore rosso a causa del sangue ricco di ossigeno visibile attraverso la pelle depigmentata. Possiede anche dei polmoni rudimentali, il cui ruolo nella respirazione è però solamente accessorio. I sessi sono molto simili nell'aspetto, tuttavia i maschi possiedono una cloaca più spessa rispetto alle femmine.

### Organi di senso

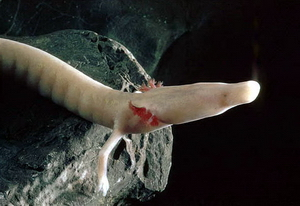
La parte frontale della testa del proteo contiene molti recettori sensoriali.

Come altri animali cavernicoli, che vivono in ambienti completamente privi di luce, il proteo è praticamente cieco: gli occhi sono fortemente ridotti e coperti da uno strato di pelle. Di conseguenza, ha evoluto una serie di altri sistemi sensoriali non visivi, molto più sviluppati rispetto agli anfibi che vivono in superficie, per poter adattarsi e orientarsi negli ambienti bui. Inoltre, questi sistemi hanno dovuto adattarsi alla vita in ambiente acquatico. Questi sistemi comprendono un gran numero di recettori sensoriali (fotorecettori, chemiorecettori e meccanocettori), situati principalmente a livello della testa.

#### Fotorecettori
Nonostante gli occhi ridotti, il proteo mantiene la sensibilità alla luce. Gli occhi sono posizionati al di sotto di uno strato di cute e sono raramente visibili, se non in alcuni individui giovani. Le larve hanno occhi normali, che si sviluppano per poco tempo e quasi subito iniziano a regredire, fino a ridursi dopo quattro mesi di sviluppo. Il corpo pineale contiene cellule fotorecettive le quali, sebbene ridotte, mantengono i pigmenti della vista al pari delle cellule fotorecettive degli occhi. La ghiandola pineale del proteo probabilmente ha un certo controllo sui processi fisiologici. Esperimenti comportamentali hanno rivelato che anche la pelle è sensibile alla luce: la fotosensibilità del tegumento è dovuta al pigmento melanopsina presente all'interno di cellule specializzate chiamate melanofori, come è stato rivelato da analisi immunocitochimiche.

#### Chemiorecettori
Il proteo è in grado di percepire concentrazioni molto basse di composti organici in acqua. Esso riesce a percepire la presenza di prede con l'olfatto molto meglio rispetto ad altri anfibi ed il suo epitelio nasale, localizzato nella superficie interna della cavità nasale e nell'organo di Jacobson, è molto più spesso. Le papille gustative si trovano nella mucosa epiteliale della bocca, nella porzione superiore della lingua e all'inizio delle cavità branchiali: quelle poste nella cavità orale sono utilizzate per assaggiare il cibo, mentre quelle poste vicino alle branchie servono probabilmente a individuare i composti chimici presenti nell'acqua circostante.

#### Meccanocettori ed elettrocettori
Gli epiteli sensoriali dell'orecchio interno sono molto specificatamente differenziati e permettono al proteo di percepire sia le onde sonore nell'acqua che le vibrazioni del terreno. La complessa orientazione funzionale e morfologica delle cellule sensoriali permette di individuare la provenienza del suono. A causa della sua neotenia, solo occasionalmente è esposto ai suoni che si trasmettono nell'aria, ma è molto probabile che sia capace di percepirli, come nella maggior parte delle salamandre. In generale, vivendo in un ambiente come quello sotterraneo in cui la vista è inutile, questo animale ha dovuto necessariamente evolvere una buona capacità nel riconoscere particolari suoni e nella localizzazione di eventuali prede e altre fonti di suono. Gli esperimenti indicano che la miglior sensibilità acustica del proteo è tra 10 e 15.000 Hz. La linea laterale implementa la sensibilità dell'orecchio interno, registrando spostamenti ad alta frequenza vicino all'acqua. Inoltre, utilizzando particolari microscopi a luce ed elettroni, è stato scoperto sulla testa del proteo un nuovo tipo di organi di senso che sono stati descritti come organi ad ampolla.
Come altri vertebrati, il proteo ha la capacità di percepire deboli campi elettrici. Alcuni esperimenti comportamentali suggeriscono che possa essere in grado di utilizzare il campo magnetico terrestre per orientarsi: nel 2002 è stato visto allinearsi con campi magnetici naturali e modificati artificialmente.

## Biologia

### Riproduzione
Il proteo raggiunge la maturità sessuale dopo 10 anni di vita, ma le tecniche riproduttive di questo animale sono ancora da chiarire.

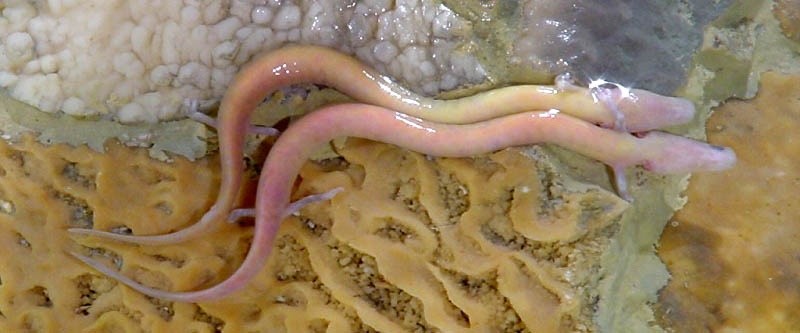
Accoppiamento dei protei

### Alimentazione
Questo anfibio si nutre pochissimo, e il motivo principale è legato all'habitat in cui vive, che offre ben poche prede di cui cibarsi. Mangia minuscoli crostacei, e a volte le sue stesse larve, ma data la lentezza del suo metabolismo è in grado di sopportare periodi straordinariamente lunghi senza cibo: da esperimenti controllati è risultato che un proteo può restare a digiuno per circa 12 anni.

### Etologia
Dalle poche osservazioni che si sono potute effettuare, data la difficoltà di accedere al suo ambiente, emergono alcuni comportamenti particolari della specie, quale la danza "a caduceo" che precede l'accoppiamento e l'atteggiamento difensivo della tanatosi: il fingersi morto in caso di incontro con un possibile predatore.

## Distribuzione e habitat

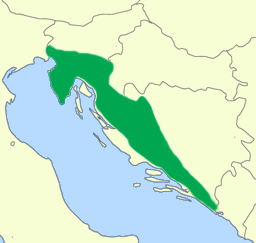
Areale del proteo

L'areale del proteo è limitato alle acque sotterranee presenti nell'altopiano carsico e nelle Alpi Dinariche occidentali, dalla Venezia Giulia italiana all'Erzegovina, e si estende sul territorio politico di quattro Stati: Italia, Slovenia, Croazia e Bosnia-Erzegovina. In Italia è presente allo stato naturale nelle grotte e nelle acque carsiche delle province di Gorizia e Trieste, in cui è presente il punto più a nord dell'areale della specie, rappresentato da alcuni pozzi artificiali all'interno della città di Gradisca d'Isonzo. Inoltre, alcuni protei provenienti dalle Grotte di Postumia sono stati introdotti nelle Grotte di Oliero (Vicenza), dove sono ancora presenti. Nella regione slovena della Carniola Bianca vivono i rarissimi esemplari della sottospecie Proteus anguinus parkelj.
Tuttavia, non tutte le acque sotterranee sono adatte ad ospitare il proteo, il quale necessita di acque pulite e con determinati valori di temperatura (9-12 °C) e durezza. Esce raramente dall'acqua, ma, nonostante sia provvisto di branchie, affiora con regolarità sulla superficie delle acque sotterranee in cui vive per respirare l'ossigeno disciolto nell'aria. In alcune occasioni, ad esempio a seguito di piene dei fiumi sotterranei come il Timavo, è possibile osservarlo anche in acque superficiali.
Protei vivi in cattività sono visibili al pubblico presso lo Speleovivarium di Trieste, le Grotte di Postumia e la Grotta di Baredine in Istria.

## Tassonomia
I protei possono variare anche di molto tra le diverse popolazioni in lunghezza corporea, colore, dimensioni della testa e altre caratteristiche microscopiche, tanto che i primi studiosi li avevano suddivisi in ben cinque specie sulla base di queste differenze. I moderni erpetologi hanno compreso che la morfologia esterna non è affidabile per la sistematica degli anfibi e può variare a seconda dell'alimentazione, dello stato di salute e di altri fattori, anche tra individui della stessa popolazione e, ad oggi, Proteus anguinus viene considerato come una singola specie.

### Il proteo nero (Proteus anguinus parkelj)

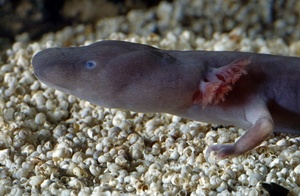
Esemplare di proteo nero (Proteus anguinus parkelj).

L'unica sottospecie di proteo attualmente riconosciuta è il cosiddetto proteo nero (Proteus anguinus parkelj sket & arntzen, 1994), chiamato così per la pigmentazione nera e gli occhi molto sviluppati. Scoperto per la prima volta nel 1986 dai membri dell'Istituto Sloveno di Ricerche Carsiche (ZRC SAZU) durante l'esplorazione della sorgente carsica di Dobličica, nella Carniola Bianca (Slovenia), è endemica delle acque sotterranee nei dintorni di Črnomelj, un'area grande meno di 100 km quadrati.
Possiede diverse caratteristiche che lo differenziano dalla sottospecie tipica:
| Caratteristica        | Proteus anguinus anguinus                    | Proteus anguinus parkelj |
| --------------------- | -------------------------------------------- | --- |
| Pelle                 | Depigmentata, di colore bianco o rosato.     | Pigmentata, di colore marrone scuro o nero |
| Forma della testa     | Lunga e sottile.                             | Corta e spessa. I potenti muscoli della mascella appaiono come due bulbi nella parte alta della testa.                                               |
| Lunghezza del corpo   | Più corto, 29-32 vertebre.                   | Più lungo, 34-35 vertebre. |
| Appendici             | Più lunghe.                                  | Più corte. |
| Coda                  | Più lunga in proporzione al resto del corpo. | Più corta in proporzione al resto del corpo. |
| Occhi                 | Fortemente ridotti. Coperti dalla pelle.     | Quasi del tutto sviluppati, sebbene piccoli se comparati con gli altri anfibi. Coperti da un sottile strato di pelle trasparente. Privi di palpebre. |
| Altri organi di senso | Specifici e molto sensibili.                 | Alcuni organi di senso, come gli elettrocettori, sono meno sensibili.                                                                                |

Queste caratteristiche suggeriscono che Proteus anguinus parkelj abbia colonizzato l'ambiente sotterraneo molto più recentemente e mantenga alcune caratteristiche non troglomorfiche.

## Storia delle ricerche
La prima citazione scritta del proteo si trova nel libro La gloria del Ducato di Carniola di Janez Vajkard Valvasor (1689), in cui è descritto come un piccolo drago. Le forti piogge avrebbero trascinato alcuni esemplari di proteo fuori dal loro habitat sotterraneo, dando luogo alla credenza popolare secondo cui i draghi vivessero al di sotto della crosta terrestre e i protei fossero i piccoli di queste creature leggendarie. Nel suo libro Valvasor raccoglie molte storie popolari slovene e mette insieme la ricca mitologia di queste creature con l'osservazione documentata di protei.

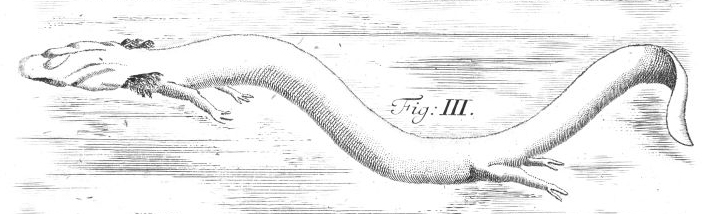
Schizzo del proteo dal manoscritto Specimen Medicum, Exhibens Synopsin Reptilium Emendatam cum Experimentis circa Venena (1768) di Josephus Nicolaus Laurenti.

Il primo scienziato a entrare in possesso di un proteo vivo fu un medico e naturalista di Idria, Giovanni Antonio Scopoli, il quale inviò esemplari morti e schizzi a diversi colleghi e collezionisti. Tuttavia, fu il naturalista austriaco Josephus Nicolaus Laurenti il primo ad eseguire una breve descrizione della specie e attribuirgli il nome Proteus anguinus. Fu solo alla fine del secolo che Carl Franz Anton Ritter von Schreibers del Museo di Storia Naturale di Vienna iniziò a studiare l'anatomia dell'animale, utilizzando campioni inviatigli da Sigmund Zois. Schreibers presentò i suoi risultati nel 1801 alla Royal Society di Londra e successivamente anche a Parigi. In breve il proteo iniziò a ottenere ampio riconoscimento internazionale e attirare molta attenzione, e ciò ebbe come risultato che migliaia di esemplari furono inviati a scienziati e collezionisti di tutto il mondo. Le basi per gli studi funzionali e morfologici del proteo furono gettate da Lili Istenič in Slovenia negli anni '80 ed ancora oggi vengono portati avanti all'interno del Dipartimento di Biologia dell'Università di Lubiana dal gruppo di ricerca guidato da Boris Bulog. In molte grotte in tutta Europa sono stati allestiti laboratori naturali nei quali il proteo è stato introdotto allo scopo di essere studiato: tra queste vi sono la grotta di Moulis (Francia), la Kents Cavern (Inghilterra), la grotta di Han-sur-Lesse (Belgio) e la grotta Baradle ad Aggtelek (Ungheria). Il proteo è stato introdotto anche nella Hermannshöhle (Germania) e nelle Grotte di Oliero, dove è ancora presente.

Il proteo è citato ne L'origine delle specie di Darwin come esempio di riduzione delle strutture corporee dovuta al non utilizzo:
"Lungi dal rimanere sorpreso vedendo che alcuni animali delle caverne presentano strane anomalie [...] come nel caso del proteo cieco fra i rettili d'Europa, io debbo soltanto meravigliarmi che non siano stati preservati maggiori avanzi dell'antica vita, considerando la lotta meno severa che gli abitanti di questi oscuri recessi ebbero a sostenere."

## Conservazione
La specie è considerata dalla IUCN come vulnerabile a causa della limitata estensione e frammentazione del suo areale, e del continuo declino della qualità del suo habitat per l'inquinamento delle falde acquifere.
Alcuni gadget vengono venduti per finanziare la ricerca e la conservazione.